# Lubeca (personificación)

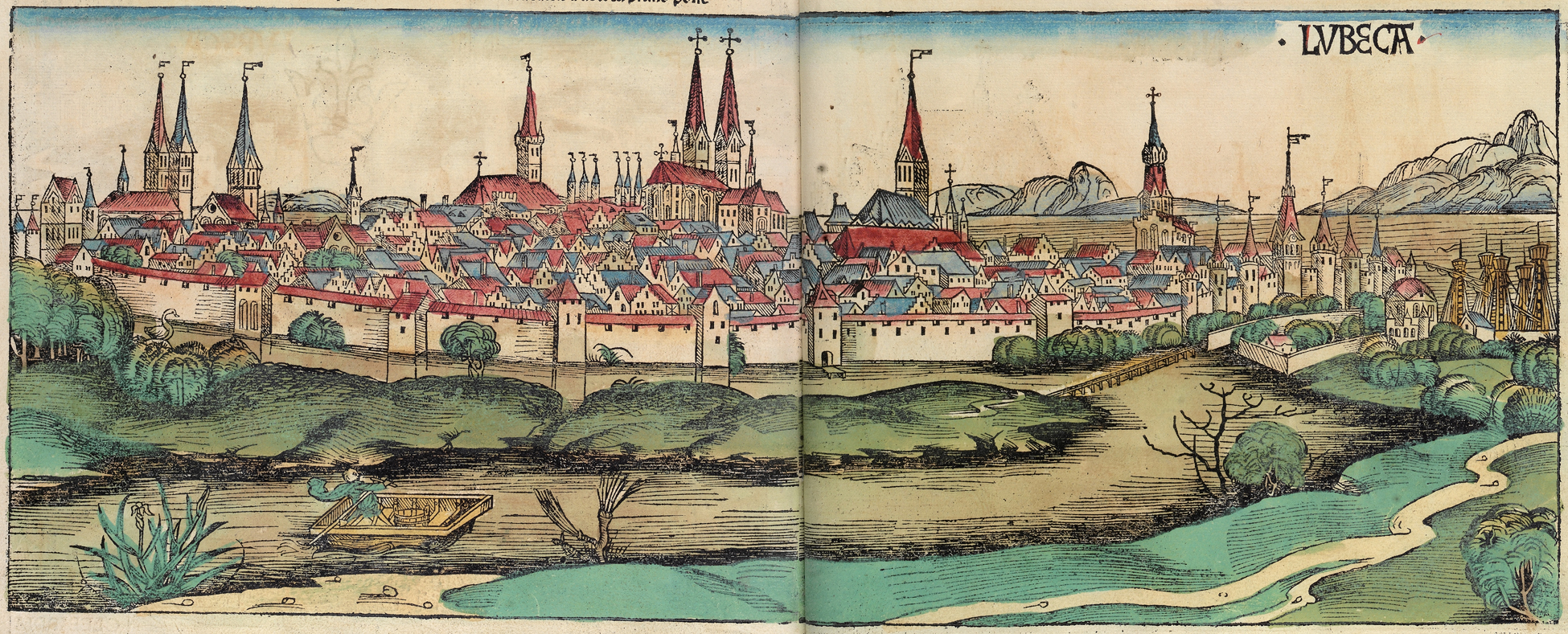
Plano de la ciudad de Lübeck con su nombre en neolatín "Lubeca" en la parte diestra superior de la imagen.

Lubeca es el nombre en neolatín de la ciudad hanseática de Lübeck y la personificación  de esta misma desde el siglo XIX y su significado (a nivel regional) es idéntico al de Germania para el Imperio alemán, Helvetia, Britannia para Gran Bretaña y Bavaria para Baviera.
La diosa alegórica de la ciudad Lubeca se puede encontrar, por ejemplo, en la distinción más alta de la ciudad, la moneda conmemorativa Bene Merenti, diseñada por Adolph Menzel en 1835, como la personificación divina del genio loci Lübeck. En la ciudad varias empresas llevan el nombre de la alegoría.